# レオナルド・パヴォレッティ
レオナルド・パヴォレッティ（Leonardo Pavoletti, 1988年11月26日 - ）は、イタリア・リボルノ出身のサッカー選手。セリエA・カリアリ・カルチョ所属。イタリア代表。ポジションはFW。

## 経歴

### クラブ
2006年に地元・リボルノに本拠地を置くイタリア5部のアルマンド・ピッキと契約。その後8年以上もの間、下部リーグのクラブを渡り歩いた。
2012年にセリエBのサッスオーロへ移籍し、同シーズンに33試合11得点を記録。優勝とセリエA昇格に貢献したものの、エウゼビオ・ディ・フランチェスコ監督にセリエAでは通用しないと判断され、翌2013年にセリエBのヴァレーゼへ1年間のレンタルで放出。そのヴァレーゼで24得点を叩きだす大活躍を見せ、2014年にはサッスオーロにレンタルバックで復帰。2014年12月13日に行われたパレルモ戦でセリエA初ゴールを記録した。
2015年1月にセリエAのジェノアへシーズン終了までのレンタルで加入。途中出場がメインながら6得点を挙げ、シーズン終了後に完全移籍を果たした。翌2015-16シーズンには負傷離脱期間を乗り越えジェノアの主砲として活躍し25試合14得点を記録した。
2017年1月4日、SSCナポリへ完全移籍。負傷で長期離脱したアルカディウシュ・ミリクの代役としての活躍が期待されたものの、ドリース・メルテンスがストライカーとして開花した影響もあって6試合0得点に終わった。
2017年8月30日、カリアリ・カルチョに買い取り義務付きのレンタル移籍で加入、契約期間は5年となっている。

### 代表
2016年5月16日、UEFA EURO 2016に向けた合宿のメンバーに選出され代表初招集となったが、本大会のメンバーからは外れた。
2019年3月15日、同月に行われるUEFA EURO 2020予選の2試合のメンバーに選出されると、26日のリヒテンシュタイン戦の後半27分から交代出場し、代表デビューを果たした。その4分後には左足で得点を決め、代表初得点も同時に達成した。

## 所属クラブ
- アルマンド・ピッキ・カルチョ 2006-2008
- FCエスペリア・ヴィアレッジョ 2008-2009
- ACパヴィーア 2009-2010
- SSユーヴェ・スタビア 2010-2011
- ASカザーレ・カルチョ 2011
- SSヴィルトゥス・ランチャーノ1924 2011-2012
- USサッスオーロ・カルチョ 2012-2015

→ ヴァレーゼ・カルチョSSD (loan) 2013-2014
- ジェノアCFC 2015-2017
- SSCナポリ 2017-2018

→ カリアリ・カルチョ (loan) 2017-2018
- カリアリ・カルチョ 2018-

## タイトル

### クラブ
USサッスオーロ・カルチョ
- セリエB ： 2012-13

### 個人
- レガ・プロ・プリマ・ディヴィジオーネ得点王 ： 2011-12